# Patronato politico
Il termine patronato politico denota varie pratiche, accomunate dall'uso delle risorse statali per ricompensare gli individui che hanno offerto sostegno politico. Si definisce più genericamente patronaggio quando la fidelizzazione discende dalla scelta del mecenate di valorizzare il talento del sottoposto.

## Nelle scienze sociali
Sociologicamente, si tratta di una modalità di esercizio del potere secondo il modello della protezione: chi detiene il potere attribuisce ricompense ad una categoria dei suoi sottoposti, a lui più vicina.
Storiograficamente, il rapporto non si poneva in termini di scambio tra incarico e sostegno elettorale nei regimi pre-democratici: in essi, la protezione era accordata nei confronti di artisti, che i committenti detentori di risorse economiche (pubbliche, nel caso di governanti, o private, nel caso di mecenati) investivano dell'incarico di eseguire opere, con scelta intuitu personae.

## Spoil system
Alcuni sistemi di patronato politico sono del tutto legali, come la tradizione canadese in cui il primo ministro nomina i direttori di svariate commissioni ed agenzie; in molti casi, tali nomine vanno a chi ha sostenuto il partito politico del primo ministro.  Ma il termine può riferirsi a pratiche di corruzione politica e favoritismo in cui il partito al potere ricompensa gruppi, famiglie o etnie per il sostegno elettorale usando prebende illecite, nomine clientelari o gravi irregolarità negli appalti pubblici.
I leader politici hanno a disposizione una grande possibilità di esercitare patronato, in quanto prendono decisioni sulla nomina non solo nel governo, ma anche in altri enti come le autorità amministrative indipendenti.  Pertanto, il patronato politico è una facoltà riconosciuta del potere esecutivo.
In molti paesi l'esecutivo ha il diritto di fare molte nomine, alcune delle quali possono essere redditizie per le persona interessata, o essere vere e proprie sinecure.  In alcune democrazie, le nomine di più alto livello sono verificate ed approvate da istituzioni legislative come il Senato; in altri paesi, come quelli che usano il sistema Westminster, ciò non avviene.  Altri tipi di patronato politico possono violare la legge o i principi etici, come il nepotismo o familismo e pratiche clientelari come la concessione fraudolenta di appalti senza gara a parenti e amici o la pressione sull'amministrazione pubblica conseguente a raccomandazioni.
Un fenomeno legato a questa forma di patronato politico è la lottizzazione, ovvero la spartizione concordata di cariche pubbliche e potenziali centri di potere all'interno di un apparato di partito o tra i diversi partiti di una coalizione politica.

## Il pork barrel system
Il termine pork barrel system si riferisce allo stanziamento di fondi pubblici per progetti localistici, attuato soprattutto allo scopo di ottenere maggiori risorse per la propria circoscrizione o base elettorale.
La conseguenza del pork barrel system sono forme di spesa pubblica mirate a beneficio degli elettori di un particolare politico, in cambio di sostegno politico sotto forma di voti o finanziamenti elettorali.  I benefici economici e sociali dei programmi finanziati sono concentrati su un'area specifica, ma i costi ricadono sulla collettività dei contribuenti.  Gli esempi più citati sono opere pubbliche, progetti per la difesa e sussidi all'agricoltura.  Tra le caratteristiche di questa forma di spesa pubblica, si possono citare:
- Richiesta solo da un ramo della legislatura.
- Non specificamente autorizzata.
- Non assegnata tramite procedure concorrenziali.
- Non richiesta dall'esecutivo.
- La spesa è nettamente eccessiva rispetto alla sovvenzione per l'anno precedente o al budget richiesto dall'esecutivo.
- Non discussa in inchieste o udienze parlamentari.
- Limitata ad un interesse locale o particolare.

La previa valutazione degli effetti di una misura pubblica è considerata un possibile antidoto a questo tipo di politica, quanto meno perché richiede un approccio sistemico alla regolazione ripristinando la fiducia dei cittadini verso i legislatori.